# Districtul municipal 87, Bonnyville, Alberta
Districtul municipal 87, Bonnyville, din provincia Alberta, Canada   este situat central estic în Alberta. Districtul se află în Diviziunea de recensământ 12. El se întinde pe suprafața de 6,057.44 km2  și avea în anul 2011 o populație de 11,191 locuitori.
Cities Orașe
- Cold Lake

Towns Localități urbane
- Bonnyville

Villages Sate
- Glendon

Summer villages Sate de vacanță
- Bonnyville Beach
- Pelican Narrows

Hamlets, cătune
- Ardmore
- Beaver Crossing
- Beaverdam
- Cherry Grove
- Fort Kent
- La Corey
- Therien

Métis settlements
- Elizabeth Métis Settlement
- Fishing Lake Métis Settlement

Indian reserves Rezervații indiene
- Cold Lake 149

Așezări
- Anshaw
- Bank Bay
- Beacon Corner
- Beaver River
- Big Meadow
- Birch Grove Estates
- Bordenave
- Cherry Ridge Estates
- Columbine
- Dirleton
- Durlingville
- Elizabeth
- Ethel Lake
- Flat Lake
- Fontaine Developpment
- Franchere
- Fresnoy
- Goodridge
- Gurneyville
- Happy Hollow
- Holyoke
- Hoselaw
- Iron River
- Lessard
- Model Developpment
- Moose Lake Estates
- Muriel Lake
- Nicholson Subdivision
- Northshore Heights
- Rat Lake
- Rife
- Smith Lake
- Sputinow
- Sunset Beach
- Sunset View Beach
- Truman
- Turcotte Division
- Vezeau Beach

1. 1 2  Population and dwelling counts, for Canada, provinces and territories, and census subdivisions (municipalities), 2016 and 2011 censuses – 100% data (în engleză), 20 februarie 2019